# Beleggingsverzekering
Een beleggingsverzekering is een vorm van een levensverzekering waarbij door middel van beleggingen een kapitaal wordt opgebouwd, uit te keren aan het eind van de looptijd van de verzekering. Een beleggingsverzekering is niets anders dan een benaming voor een levensverzekering waarin niet wordt gespaard maar belegd. 
Op het weinig transparante karakter van kosteninhoudingen door verzekeraars is vanaf omstreeks 1995 herhaaldelijk kritiek uitgeoefend. Sinds november 2006 staan de beleggingsverzekeringen onder druk. Dit is in de media de woekerpolis-affaire genoemd. 